# Frank Bröker

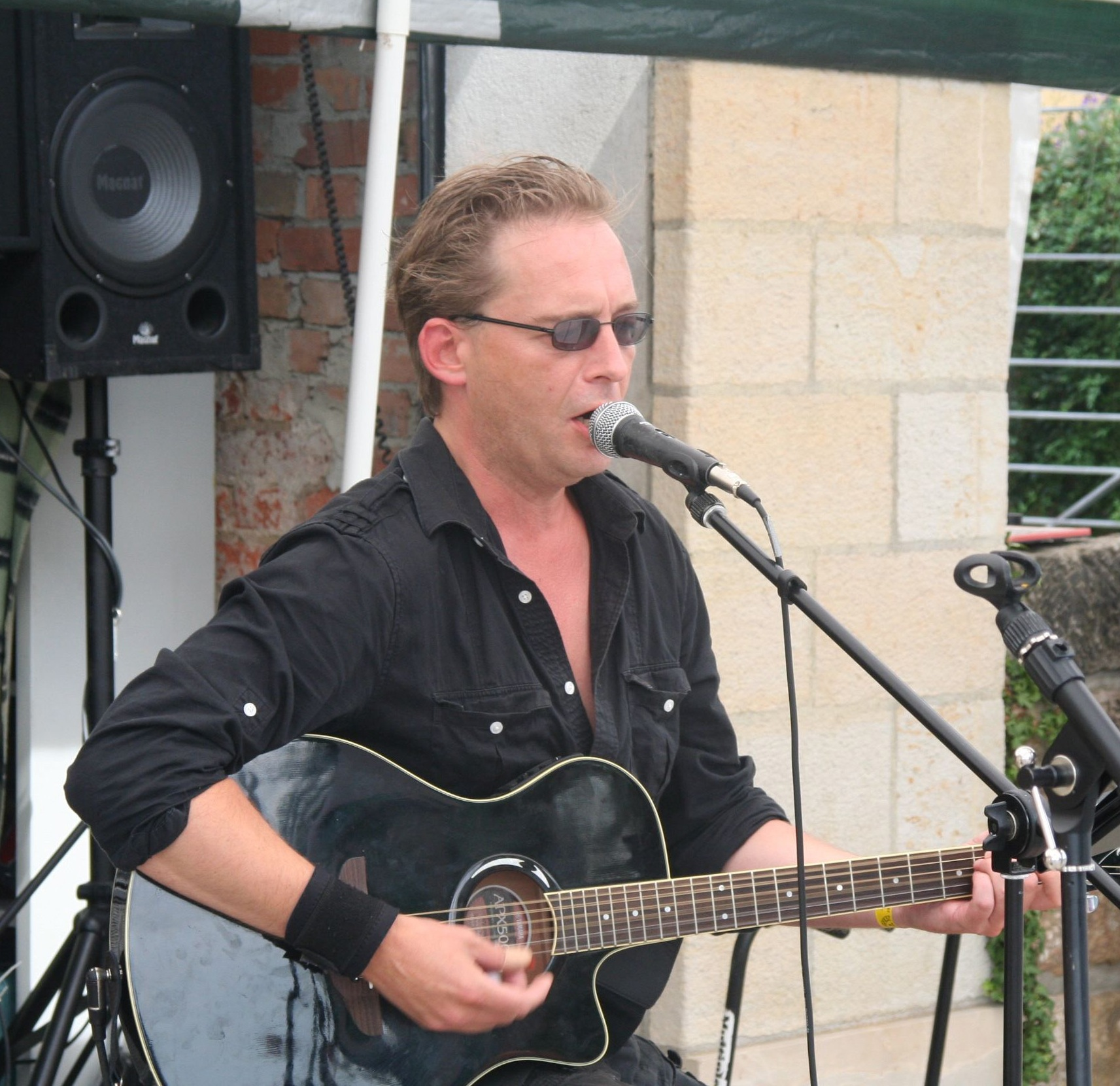
Frank "Dr. Pichelstein" Bröker, 24. Juni 2012

Frank „Dr. Pichelstein“ Bröker (* 31. August 1969 in Meppen) ist ein deutscher Musiker, Komponist und Autor.

## Leben
Bröker ist seit 1991 Krankenpfleger. Nach dem Zivildienst studierte er bis 1998 (Diplom) Sozialarbeit in Münster. 2002 kam er nach Leipzig. Dort arbeitet er hauptberuflich in einer psychiatrischen Klinik.
Bröker war bereits in den 1990er Jahren in der Münsteraner Kulturszene als Autor, Festivalveranstalter und Musiker ("Caution Screams", "Fette Helden", "Spark*n bow", "Poets in arms") aktiv. 2003 gründete er zusammen mit Holger „Makarios“ Oley (Sänger von Die Art) in Leipzig die Band The Russian Doctors, die vermeintliche Gedichte des fiktiven russischen Dichters S. W. Pratajev vertont. 2007 ging daraus die „Pratajev-Gesellschaft“ hervor, deren 1. Vorsitzender Bröker ist. Gemeinsam arbeiten Bröker und Oley auch in dem Bandprojekt Goldeck.
Bröker ist Eishockey-Fan (Icefighters Leipzig) und -experte und veröffentlichte vier vielbeachtete Bücher zum Thema.

## Diskografie (Auswahl)
mit The Russian Doctors
- 2003: Heimatlieder für Heimatlose
- 2004: Auch die Ratte hat ein Herz
- 2004: Gefesselt
- 2006: Tote Katzen im Wind
- 2008: The Best of the Halbgötters
- 2010: Männer die am Feldrand stehen
- 2013: Wiege Deinen Rumpf!
- 2015: Live in der Schnapsbar
- 2016: Manchmal wenn der Durst kommt
- 2017: Halbgötter in Punk
- 2021: Die Schönen und die Bösen

mit Goldeck
- 2007: Samtmarie und das Haus der schwarzen Liebe
- 2012: Samtmarie Galerie der schönen Künste

mit Caution Screams
- 1992: Die Längste Reise

mit Fette Helden
- 1997: A bitch of poetry

mit Spark*n bow
- 1999: Summerroses

mit Klaus Maleyka
- 2001: Ich hasse Balladen

## Bibliographie (Auswahl)
Bröker publizierte seit den 90er Jahren mehr als 300 Anthologien, Beiträge und Rezensionen in verschiedenen Magazinen und Büchern. Von 1991 bis 2006 gab er die Literaturzeitschrift: Härter (ISSN 1439-9865) heraus.

### Bücher
- 1996: Dirk und Heidi ISBN 978-3-934896-51-2.
- 2001: Schwer verletzt. Mit Illustrationen von Anne Manzek. ISBN 978-3-936165-05-0.
- 2002: Jukebox BRD ISBN 3-936526-00-1.
- 2004: Schwer verletzt II. Mit Illustrationen von Anne Manzek ISBN 3-936165-05-X.
- 2006: Barwars – eins bis vierzig ISBN 978-3-939463-00-9.
- 2010: VerschwIndien ISBN 978-3-934896-72-7.
- 2012: Eishockey. Das Spiel, seine Regeln und ein Schuss übertriebene Härte ISBN 978-3-934896-61-1.
- 2013: Eishockey in Deutschland. Nichts für schwache Nerven ISBN 978-3-934896-93-2.
- 2015: Die Wahrheit über Eishockey: Der härteste, schnellste und kälteste Sport der Welt ISBN 978-3-945715-99-4.
- 2016: Eishockey. Das Spiel, seine Regeln und ein Schuss übertriebene Härte (Erweiterte und überarbeitete Neuausgabe) ISBN 978-3-945715-19-2.
- 2017: Unsere Welt ist eine Scheibe. Eishockey international. Von Andorra bis Zimbabwe ISBN 978-3-945715-20-8.
- 2019: RINK ISBN 978-3-945715-14-7.
- 2020: Hockey Hell of Fame ISBN 978-3-945715-03-1.

mit Holger Makarios Oley
- 2002: Pratajev Almanach 2 ISBN 978-3-9807419-3-4.
- 2003: Pratajev Almanach 1 ISBN 978-3-9807419-9-6.
- 2004: Das Liederbuch Pratajevs ISBN 978-3-934896-58-1.
- 2007: Haus aus Stein. Bücherreihe des Pratajev-Gesellschaft e. V. (jährlich)
- 2009: Pratajev III – der Raucher von Bolwerkow. Das Große Lesebuch ISBN 978-3-934896-77-2.
- 2010: Das große Pratajev-Liederbuch ISBN 978-3-934896-78-9.
- 2011: Das große Pratajev-Lexikon ISBN 978-3-934896-91-8.
- 2014: Pratajev: Medizin und Fetisch ISBN 978-3-934896-86-4.

### Hörbücher
- 2000: Dirk und Heidi ISBN 978-3-934896-50-5.
- 2004: Alexander Scholz: WinTer.  Gesprochen und vertont von Frank Bröker ISBN 978-3-936165-31-9.